# Famille von Mellin
La famille von Mellin est une famille noble de Poméranie et gemano-balte, originaire de la noblesse du Mecklembourg et qui s'étend ensuite dans les royaumes de Suède et de Russie.

## Histoire
La famille est d'origine de Basse-Saxe au Mecklembourg, où ils se sont appelés Malin d'après le lieu et apparaissent pour la première fois dans des documents avec Gerardus de Malyn, chevalier et garde du château de Parchim, le 4 juin 1229.

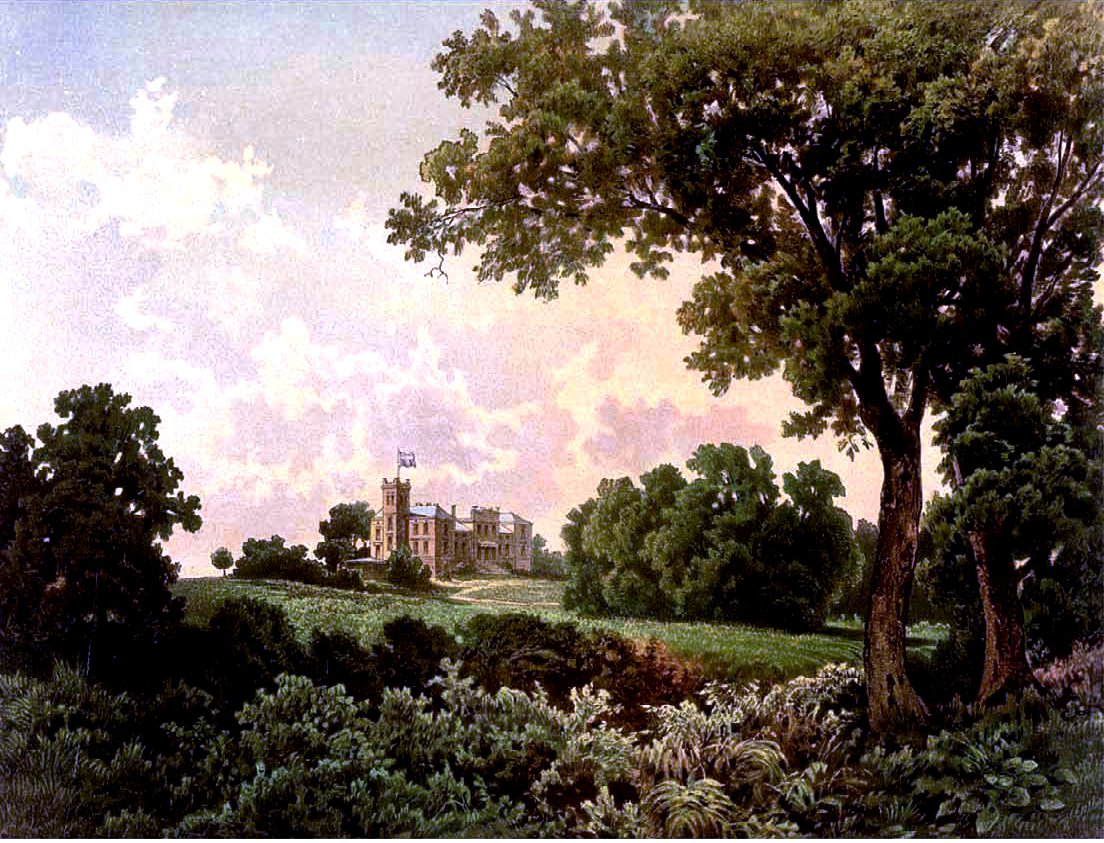
Château de Vahnerow vers 1860, collection Alexander Duncker

En Poméranie, la famille apparaît pour la première fois dans un document de 1372 avec Helmond Mellin. En 1405, Helmond, Reimer et Klaus vendent leur part du château et des terres de Gülzow au duc Bogislaw VIII. La lignée sûre de descendance commence avec Dubislaw Mellyn, à qui le duc Éric II de Poméranie confirme le fief des domaines poméraniens de Triglaff, Vahnerow et Batzwitz le 13 mars 1468. Avec Gotthilf Christian von Mellin (mort après 1787), la lignée poméranienne s'éteint. Une lignée polonaise, fondée par Faustin (mort après 1547) à Orłowo, s'éteint également.
Christoph von Mellin de Vahnerow se rend en Livonie et s'installa à Aggers en Estonie en 1549. Son petit-fils Bernd von Mellin devient l'ancêtre des lignées baronniales (1691) et comtales de la famille. Jürgen Mellin (de) est introduit au rang de comte suédois en 1696. Une lignée baronniale en Finlande et la maison estonienne de Toal (d'après le domaine du même nom, qui appartient à la famille de 1693 à 1863) descendent également de lui. À plusieurs reprises, de nouvelles branches sont fondées à partir de ces lignées de la famille en Poméranie, par exemple à Vahnerow († 1741, 1760) ou à Damzow (Damitzow, aujourd'hui une partie de Tantow)-Schöningen († 1836).
La famille von Mellin de Westphalie, qui possède des biens à Werl dans les domaines de West- et Ostuffeln et dont la noblesse est élevée en 1708 par l'empereur Léopold, n'est pas apparentée par le sang et dont les actifs servent de base à la Fondation von Mellin, qui est aujourd'hui un fournisseur reconnu de protection de l'enfance et de la jeunesse et d'aide aux personnes handicapées. On distingue également les Mellin brabançons et autrichiens.

## Armoiries

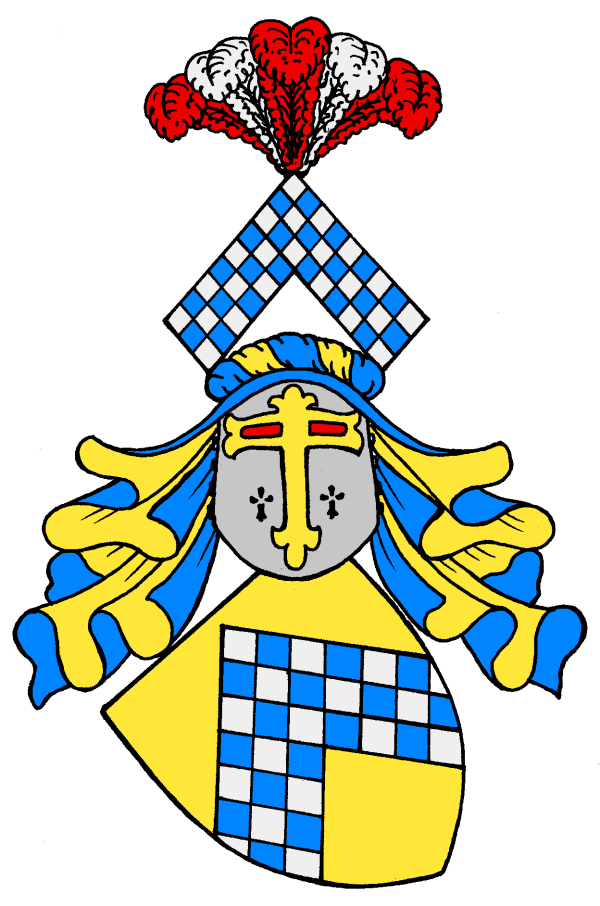
Armoiries de la famille von Mellin

Les armoiries de la famille représentent un chevron d'or quadrillé d'argent et de bleu sur trois rangées. Sur le casque à coques bleues et dorées, le chevron est décoré de cinq plumes d'autruche alternées rouges et argentées.
Armoiries historiques

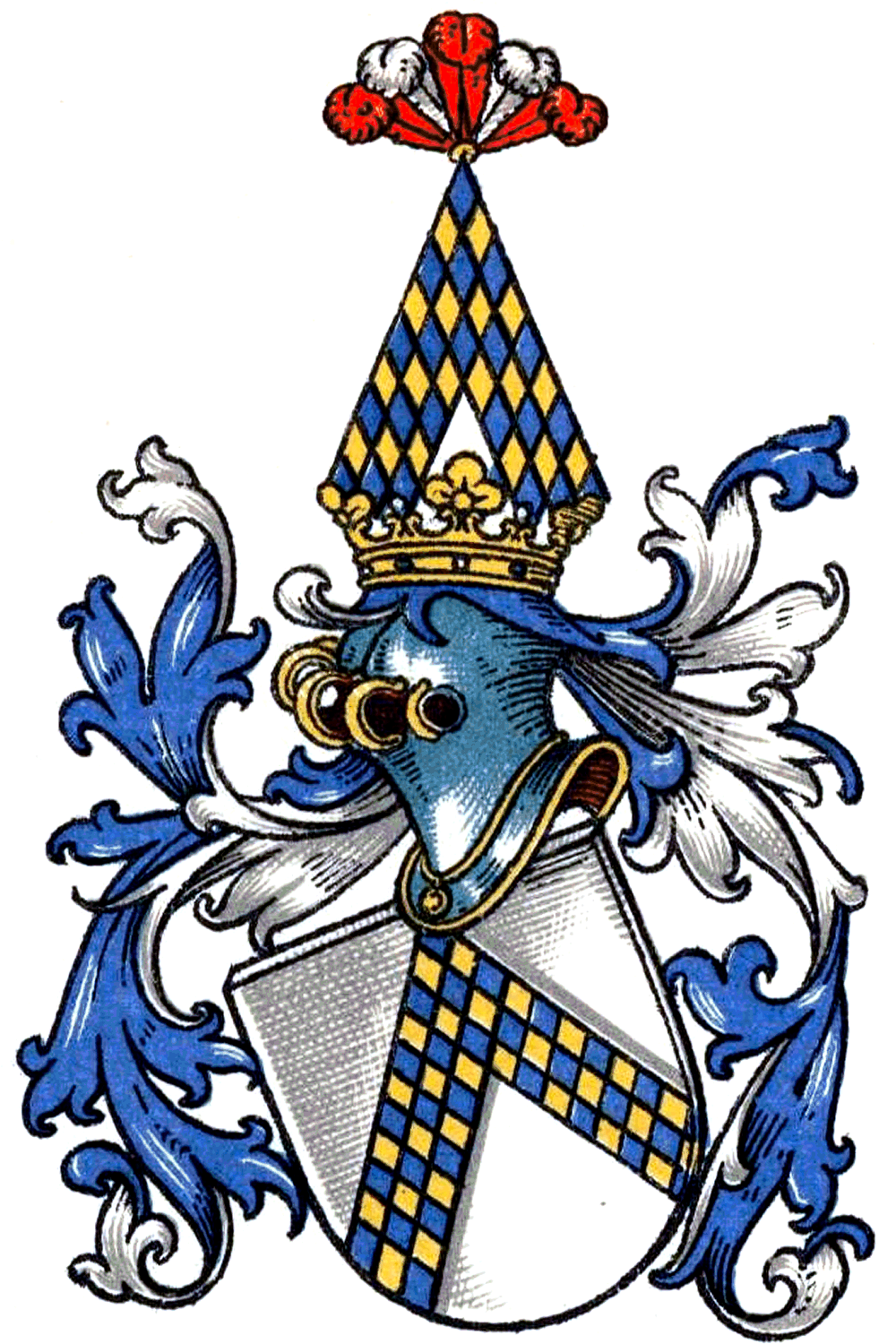
Armoiries de la famille von Mellin
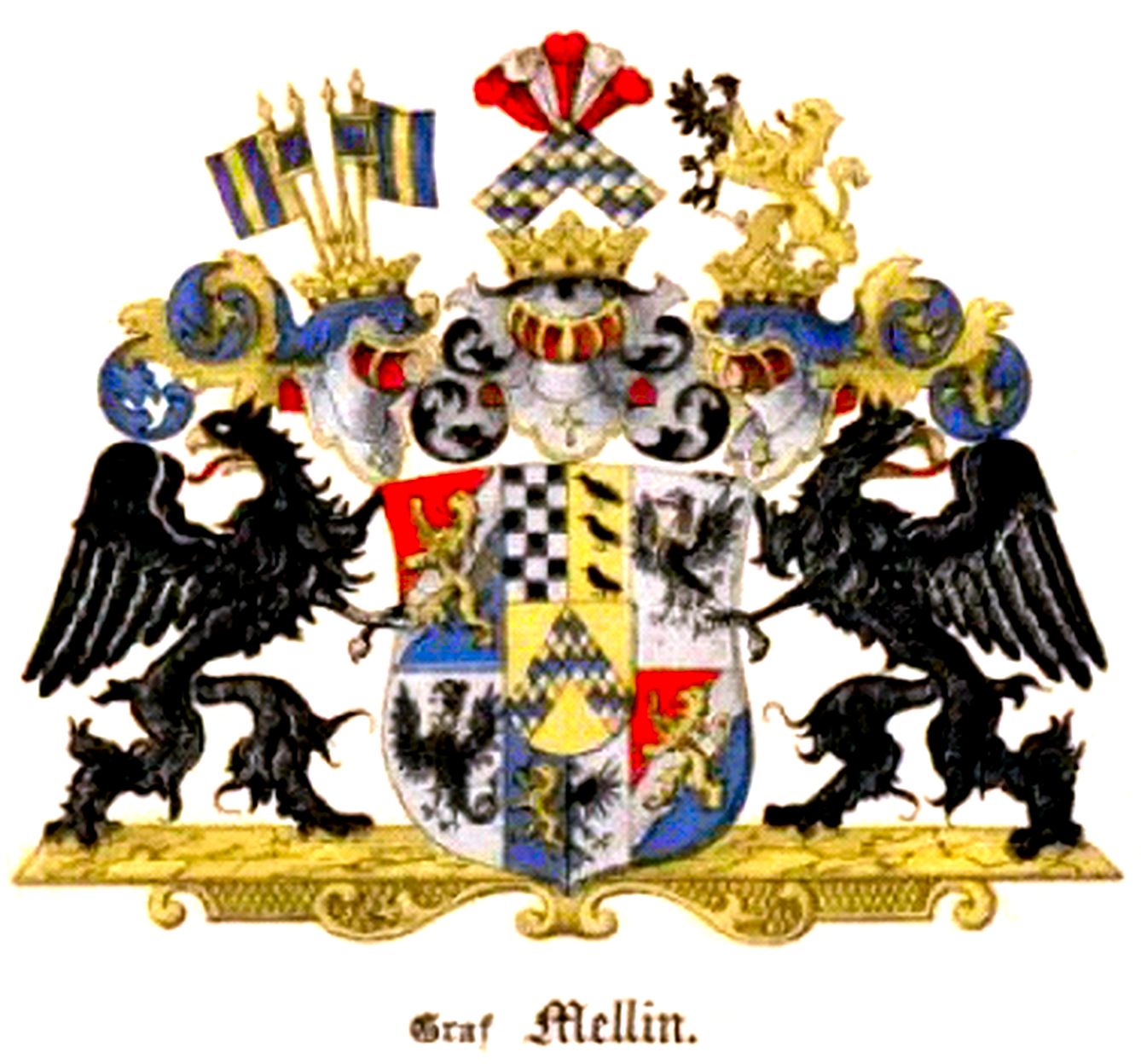
Armoiries des comtes de Mellin

## Personnalités
- Jürgen Mellin (de) (1633–1713), maréchal suédois et gouverneur général de Brême, Verden et de Poméranie suédoise
- Comte Georg Bernhard Petrus von Mellin (de) (1704–1785), général de division prussien
- Comte Ludwig August Mellin (1754–1835), homme politique et cartographe germano-balte

### Fonds d'archives
- La famille von Mellin dans les archives du château de Wildenfels schlossarchiv.de et schlossarchiv.de